# Gessler (Unternehmen)

Werbung von Siegfried Geßler (1903)

Leo Westreich, Inhaber der Firma Siegfried Geßler im Jahr 1908

Das Unternehmen Gessler (auch Geßler geschrieben) ist Hersteller des Kräuterlikörs „Altvater“ und war ursprünglich in Jägerndorf (Österreichisch-Schlesien, heute Krnov) beheimatet. Bis heute ist das Unternehmen in Familienbesitz.

## Geschichte
Unter dem Namen „Geiger-Brüder, Spirituosen- und Rosoglio Herstellung“ wurde das Unternehmen im 18. Jahrhundert in Bromberg gegründet.
Nach der österreichischen Annexion der Bukowina wurde 1777 eine Zweigstelle der ursprünglichen Firma in Czernowitz, der Hauptstadt, eingerichtet. Durch Eheschließungen kamen zwei weitere Kontore dazu: eine Zweigstelle wurde 1782 in Lemberg durch den Schwiegersohn Joseph Baczeles, später bekannt als J. A. Baczewski, die andere in Zuckmantel, Schlesien, durch den anderen Schwiegersohn, Paul Gessler eröffnet. Das Unternehmen war erfolgreich und lieferte in die gesamte k.k. Monarchie.
1873 wurde das Unternehmen in Jägerndorf umorganisiert. Das Produkt „Altvater“ (tschechisch Praděd, benannt nach dem gleichnamigen Berg) verkaufte sich am besten und wurde auf vielen Ausstellungen prämiert, Experten attestierten ihm auf die Gesundheit wirkende positive Eigenschaften. Der Inhaber Siegfried Geßler belieferte auch den kaiserlichen Hof, wurde dafür zum k.u.k. Hoflieferanten ernannt und wurde zum Kammerlieferanten von Erzherzog Josef. Weitere Filialen wurden an der felső Vaspálya utca 33 (heute Korponai utca) in Budapest X. sowie in Mocker, Preußisch-Schlesien eröffnet. Außerdem gab es Niederlassungen in Fulda, Arad, Bielitz und Cernăuţi.
Der Erste Weltkrieg und der Zusammenbruch der Monarchie brachten dem Unternehmen schwere Zeiten, da der traditionelle Absatzmarkt wegbrach und Jägerndorf sich außerhalb Österreichs befand. Voneinander unabhängige Zweigstellen wurden in den ehemaligen Kronländern aufgemacht. Die Herstellungslizenz wurde diesen Branchen erteilt und Produkte von Gessler in Wien, Budapest, Czernowitz, Bielitz und Zagreb produziert, während der Stammsitz in Jägerndorf weiterhin existierte und nach alter Tradition produzierte. Die damals um 1834 in Mocker gegründete Niederlassung wurde nach Berlin umgesiedelt und mit dem Danziger-Goldwasser-Hersteller „Der Lachs zu Danzig“ fusioniert.
Nach dem Zweiten Weltkrieg wurden im Zuge der Beneš-Dekrete zahlreiche Produktionsstätten verstaatlicht, die Familie und das Unternehmen mussten Jägerndorf verlassen. Allein das Haus in Wien blieb noch im Familienbesitz. Der Inhaber Eduard Gessler baute die Firma in Wien wieder auf und kaufte später als entfernter Verwandter die Rechte von J. A. Baczewski auf. Die beiden Unternehmen fusionierten und firmieren heute unter dem gemeinsamen Namen „Altvater Gessler - J.A. Baczewski Likörerzeugung GmbH“ mit Hauptsitz an der Strobelgasse 2/13 im 1. Wiener Gemeindebezirk. Die Produktionsstätten befinden sich in Deutsch-Wagram.
Nach Eduard Gesslers Tod 1979 übernahm sein Sohn Elek Gessler die Geschäfte. 1980 wandelte er die Firma in eine GmbH um. Elek Gessler verstarb am 9. Mai 2008, sein Nachfolger wurde Rasiel Gessler. Bis heute ist das Unternehmen im Besitz und unter der Leitung der Familie Gessler.

## Produkte
Gessler produzierte vor dem Zweiten Weltkrieg verschiedenste Spirituosen, deren Rezepturen von Generation zu Generation weitergegeben wurden. Darunter waren Kümmel- und Kräuterliköre, Aquavit, Curaçao, Ratafia, verschiedene Crèmes, Kaffeehaus-Liköre, polnische Nationalgetränke wie Jarzębiak und Dereniówka sowie Danziger Liköre, Punsch- und Czay-Essenzen, Rum, Sliwowitz und Cognac.

### „Altvater“

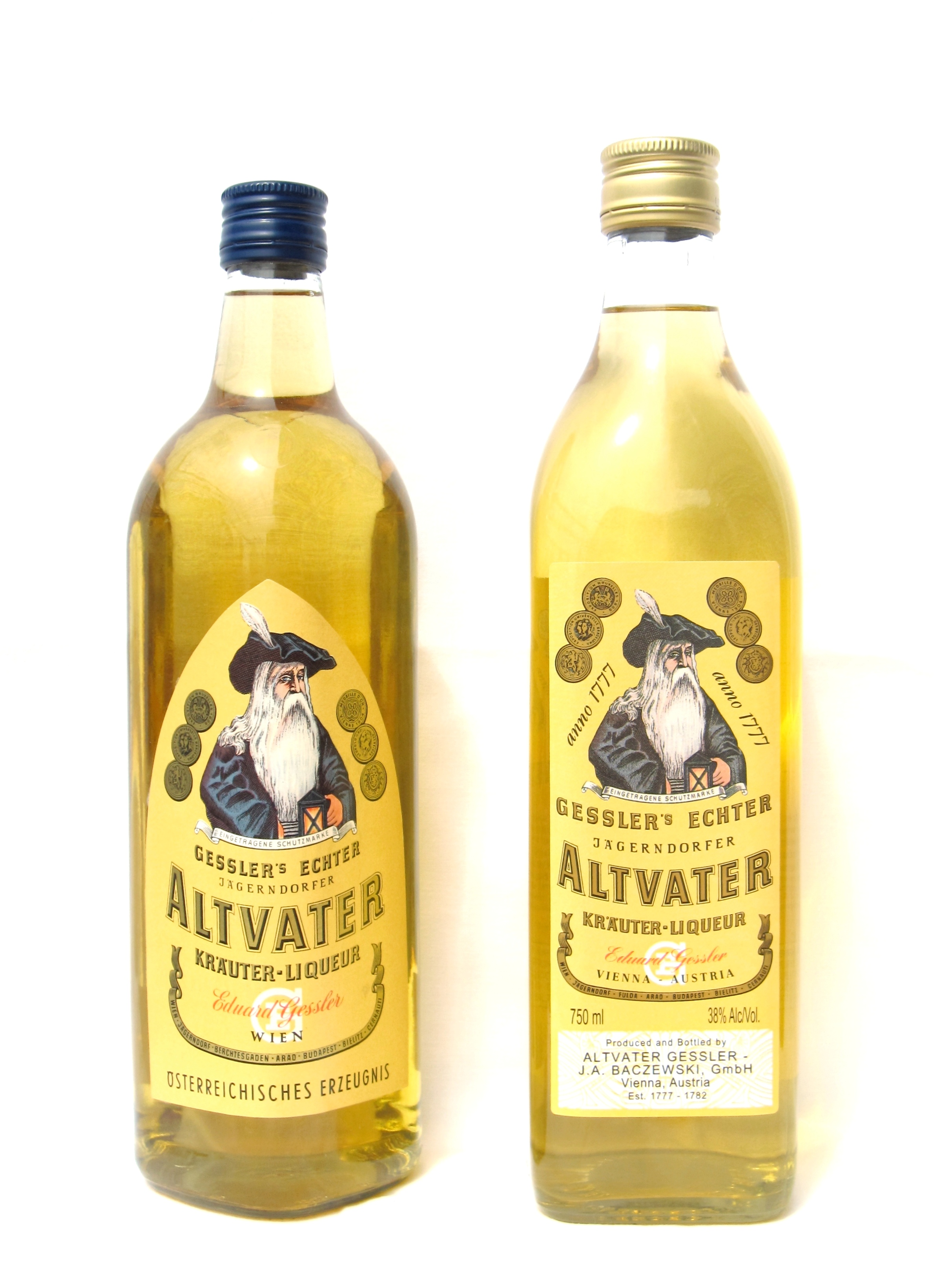
„Altvater“ Kräuterliquör

Das bekannteste Produkt aus dem Hause Gessler ist der Kräuterliquör „Altvater“, auch bekannt unter seinem tschechischen Namen „Praděd“. Nach einem alten Familienrezept hergestellt, wurde er im 19. Jahrhundert sehr beliebt. Von 1888 bis 1904 erhielt „Altvater“ auf allen beschickten Ausstellungen Auszeichnungen, auf der Pariser Weltausstellung 1900 den „grand prix“ sowie weitere Preise in Melbourne, Barcelona, Brüssel, St. Petersburg, Paris und Wien. Während der Monarchie hieß der Slogan „3 Worte: Altvater-Gessler-Jägerndorf“. Nach einem Bericht der in Karlsbad erschienen „Freien Bildungsblätter“ hatte die Académie de Médecine in Paris im „Altvater“, abgesehen vom Alkoholgehalt, gesundheitszuträgliche Bestandteile nachgewiesen. Richard Godeffroy, Vorstand des chemischen Laboratoriums des Allgemeinen österreichischen Apothekervereins in Wien, attestierte dem Kräuterlikör nützliche Eigenschaften. 1935 besuchte der Prince of Wales Budapest und kaufte anscheinend mehrere Kisten „Altvater“.
In Deutschland stellt die Rhön-Hessische Brennerei A. und W. Dworzak GmbH & Co. KG in Fulda „Altvater“ in Lizenz her.
Die Zutaten bestehen aus Kräutern und Gewürzen, die destilliert zusammengebracht werden und die goldene Farbe verleihen. Der Alkoholgehalt beträgt 38 %. „Altvater“ schmeckt würzig, kräutrig, herb-süß und eignet sich für Cocktails, Longdrinks und als Digestiv.

### „Jägerndorfer Magenbitter“

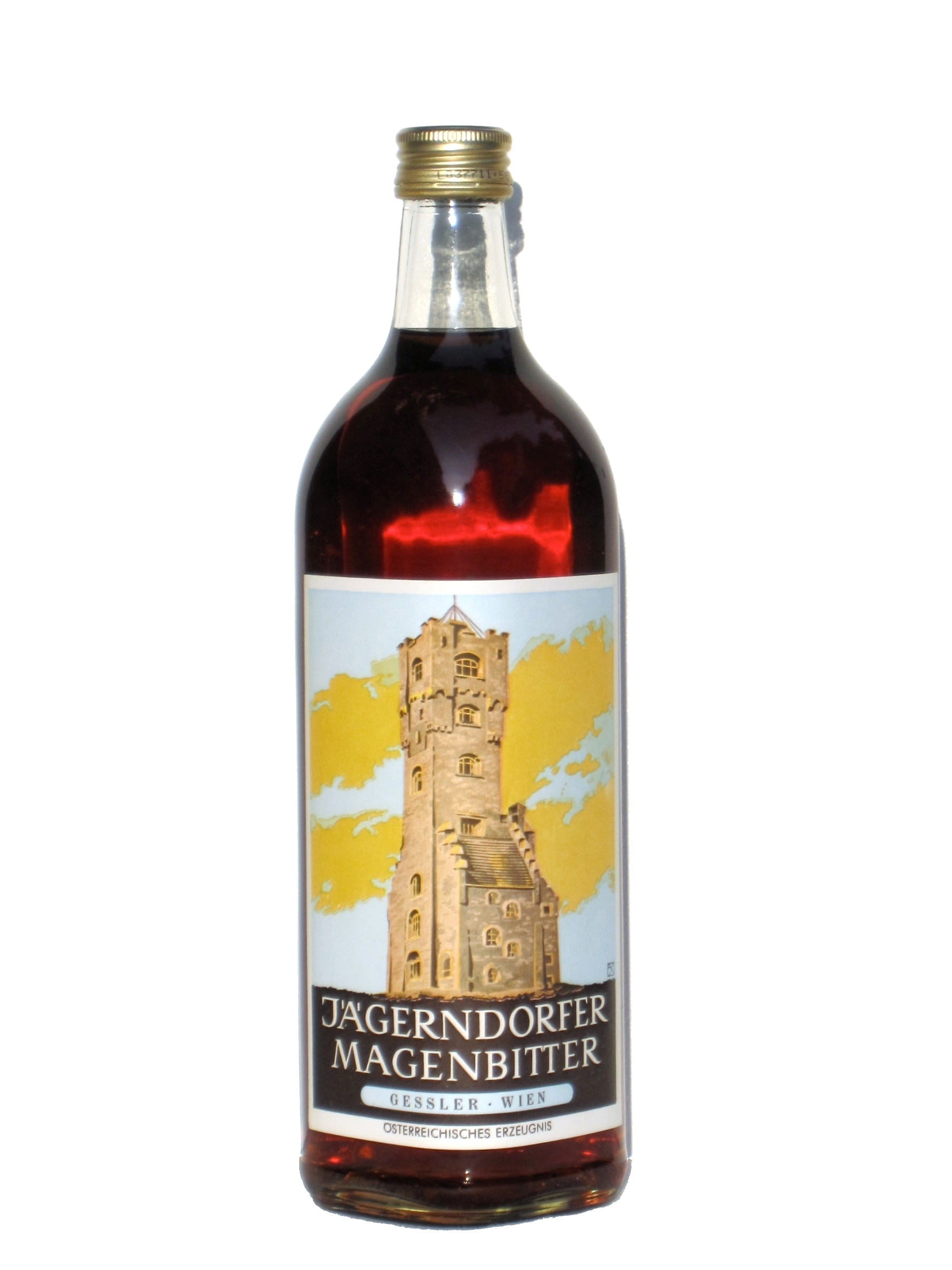
Jägerndorfer Magenbitter

Der Jägerndorfer Magenbitter ist ein weiteres ursprüngliches Produkt von Gessler, das noch produziert wird. Das Rezept basiert ebenfalls auf einer alten Formel aus Kräutern und Gewürzen und wird traditionell aus einem kleinen Glas geschluckt. Der Alkoholanteil beträgt 50,0 %.
Wie viele andere Bitter auch, gehört der Jägerndorfer Magenbitter auf Grund des hohen Zuckergehalts eigentlich (zolltechnisch) zu den Likören.
Auf dem Etikett ist eine Abbildung des 1912 errichteten Altvaterturms (damals Habsburgwarte) zu sehen.